# Lindo Lago do Amor
"Lindo Lago do Amor" é uma canção de Gonzaguinha lançada em 1984 como o primeiro single do álbum Grávido. 
A música é inspirada na Lagoa da Pampulha, localizada em Belo Horizonte, onde o artista passou a morar desde 1980 e costumava passear diariamente de bicicleta na orla da lagoa. Nesta época a lagoa ainda era limpa e as pessoas tinham o hábito de nadar e praticar esportes.

## Canção
É uma canção romântica que fala de uma pessoa que se apaixona ("ele tomou um banho de água fresca / no lindo lago do amor") e todos ao redor notam que ele fica feliz. Fez relativo sucesso quando de seu lançamento, e foi regravada por vários cantores.
Foram lançados dois videoclipes. O da EMI-Odeon mostra Gonzaguinha cantando no meio de crianças num estúdio branco. O exibido pelo programa Fantástico, da TV Globo, mostra o cantor cantando à beira de um lago à noite enquanto bailarinas dançam a música.

## Faixas
Todas as faixas escritas e compostas por Gonzaguinha. 
| 12" PROMO MIX (EMI SDP-935) |                                         |         |  |
| N.º                         | Título                                  | Duração |  |
| 1.                          | "Lindo Lago do Amor"                    | 4:10    |  |
| 2.                          | "Lindo Lago do Amor [Versão Estendida]" | 6:47    |  |
| Duração total:              | Duração total:                          | 10:57   |  |

## Ficha Técnica
- Gonzaguinha: voz, violão e caixa de ritmos LinnDrum
- Fernando Pontes: Baixo e sintetizador Korg Poly-61
- Jota Moraes: Sintetizador Yamaha DX7, sintetizador Korg PolySix
- Dom Chacal: Percussão
- Paulinho Braga: Percussão
- Téo Lima: Bateria eletrônica

- Coro — Jurema de Cândia, Evinha, Marizinha e Regina Corrêa
- Arranjos — Jota Moraes

Fonte: Discos do Brasil

## Outras versões
Em 1997, Tim Maia regravou a canção no álbum Só Você (Para Ouvir e Dançar).
Em 2012, Adriana Calcanhotto, sob o nome Adriana Partimpim, regravou a canção e lançou-a como primeiro single de seu álbum Partimpim Tlês, inclusive lançando um videoclipe.
A banda Bicho de Pé lançou uma versão da música em forró que virou standard, sendo regravada por outros grupos de forró, como o grupo Buchicho.
Em 2005 o grupo Os Travessos também fez uma regravação da canção, com Fabinho Mello.
A canção também já foi regravada ou interpretada pelas bandas Maloka Chic, Alcimar Monteiro, Deco Ferreira, entre outros.